# Vương triều Pandya
Vương triều Pandya பாண்டியர் là vương triều của người Tamil theo đạo Hindu ở Nam Ấn Độ. Pandya là một trong ba vương triều của người Tamil (còn lại là Chola và Chera) tồn tại từ thời tiền sử cho đến thế kỷ 15. Vương triều này ban đầu đóng đô ở Korkai, một cảng thị ở tận cùng phía Nam bán đảo Ấn Độ, rồi sau đó rời đô đến Madurai.

## Hình ảnh

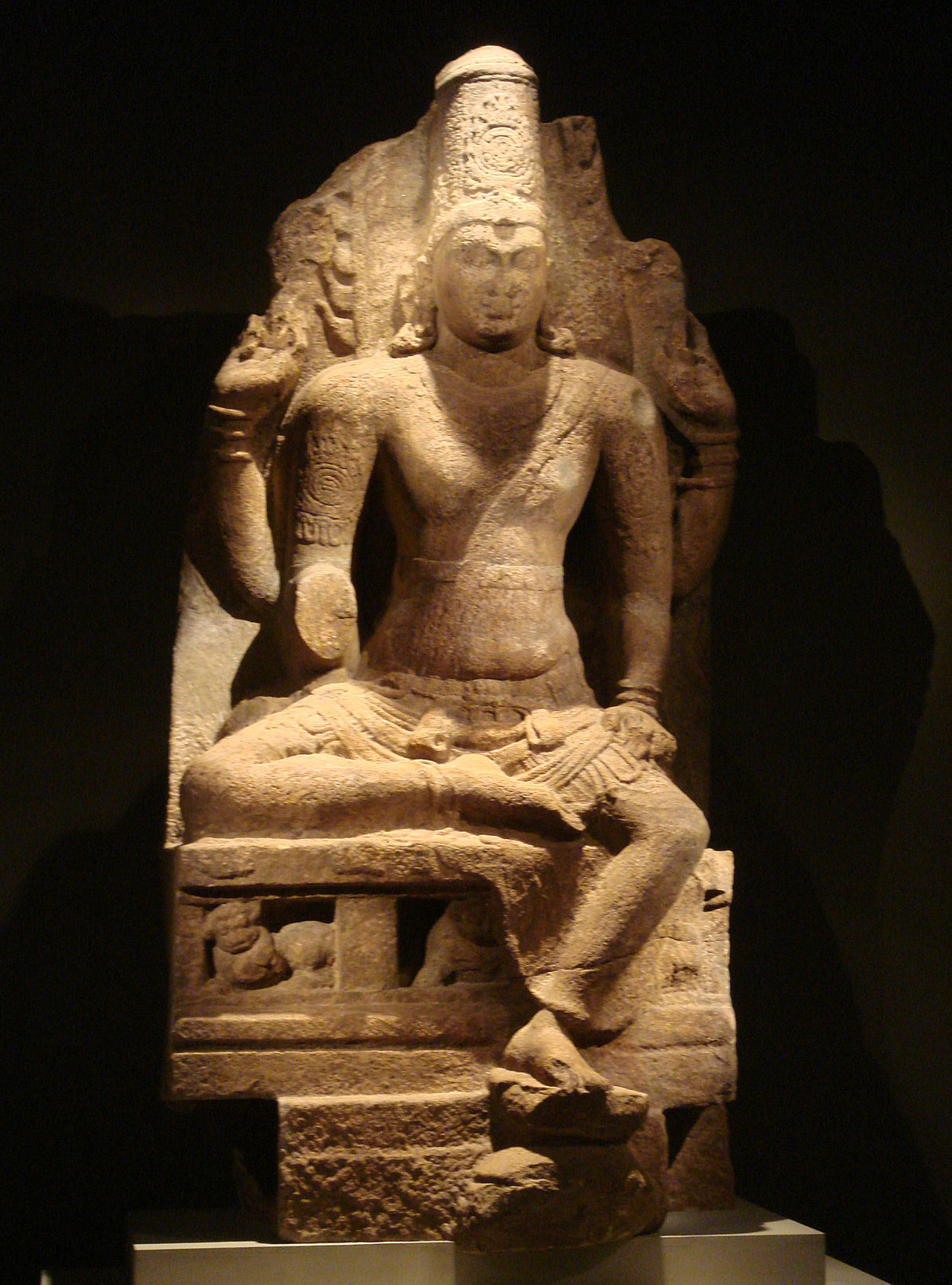
Tượng thần Vishnu ở Pandya, thế kỷ 8-9.
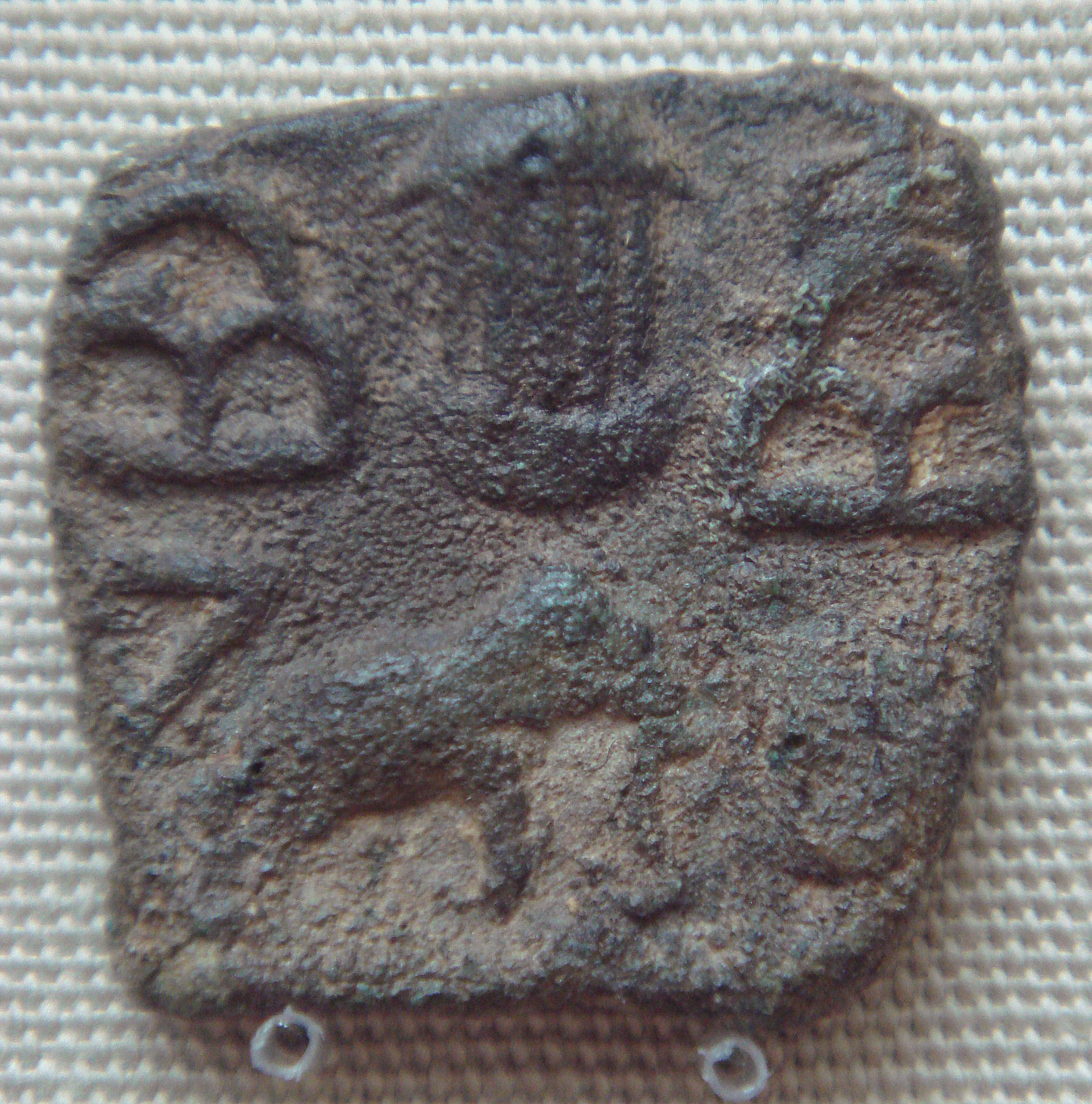
Tiền kim loại Pandya có hình núi đồi, voi và đền thờ.
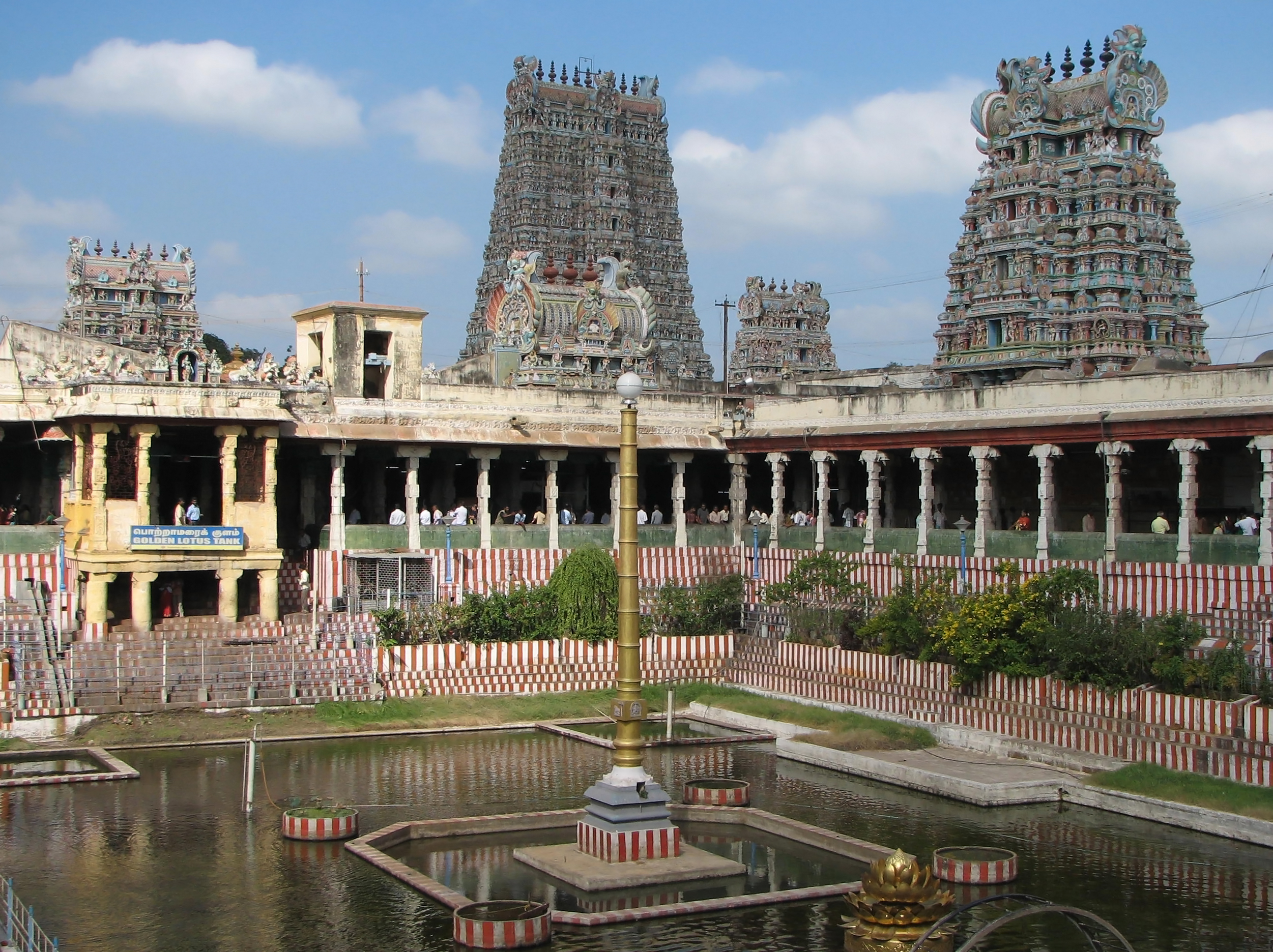
Đền Meenakshi Amman, Madurai, bang Tamil Nadu, Ấn Độ